# Турнір чемпіонок Commonwealth Bank 2009, одиночний розряд
Араван Резаї виграла титул, у фіналі перемігши Маріон Бартолі, яка знялася через травму ноги, поступившись у першому сеті з рахунком 7–5

## Кваліфікація
1. Маріон Бартолі (фінал, знялася due to a leg injury)
2. Саманта Стосур (Круговий турнір)
3. Яніна Вікмаєр (Круговий турнір, знялась)[1][2]
4. Сабіне Лісіцкі (WC) (Круговий турнір)
5. Анабель Медіна Гаррігес (Круговий турнір)
6. Марія Хосе Мартінес Санчес (півфінал)
7. Шахар Пеєр (Круговий турнір)
8. Мелінда Цінк (Круговий турнір)
9. Агнеш Савай (Круговий турнір)
10. Араван Резаї (переможниця)
11. Магдалена Рибарикова (Круговий турнір)
12. Кіміко Дате (WC) (півфінал)

## Запасні
1. Віра Душевіна (замінила Вікмаєр) (Круговий турнір)

## Сітка

### Легенда
| - Q = Кваліфаєр - WC = Вайлд-кард - LL = Щасливий лузер | - Alt = Заміна - SE = Виняток - PR = Захищений рейтинг | - w/o = Без гри - r = Зняття - d = Присуджено перемогу |

### Фінальна частина
|  | Півфінали | Півфінали                  | Півфінали    | Півфінали | Півфінали    |   |                | Фінал | Фінал | Фінал | Фінал | Фінал |
|  |           |                            |              |           |              |   |                |       |       |       |       |       |
|  | 1         | Маріон Бартолі             | 6            | 6         |              |   |                |       |       |       |       |       |
|  | 12/WC     | Кіміко Дате                | 1            | 3         |              |   |                |       |       |       |       |       |
|  | 12/WC     | Кіміко Дате                | 1            | 3         |              | 1 | Маріон Бартолі | 5     | r     |       |       |       |
|  |           |                            |              |           |              | 1 | Маріон Бартолі | 5     | r     |       |       |       |
|  |           | 10                         | Араван Резаї | 7         |              |   |                |       |       |       |       |       |
|  | 10        | 10                         | Араван Резаї | 7         | Араван Резаї | 6 | 6              |       |       |       |       |       |
|  | 10        |                            |              |           | Араван Резаї | 6 | 6              |       |       |       |       |       |
|  | 6         | Марія Хосе Мартінес Санчес | 2            | 3         |              |   |                |       |       |       |       |       |

### Група A
|    |                      | Бартолі  | Пеєр          | Рибарикова    | Матчів В–П | Сетів В–П | Геймів В–П | Положення |
| 1  | Маріон Бартолі       |          | 6–3, 6–2      | 6–4, 6–4      | 2–0        | 4–0       | 24–13      | 1         |
| 7  | Шахар Пеєр           | 3–6, 2–6 |               | 6–1, 7–6(7–4) | 1–1        | 2–2       | 18–19      | 2         |
| 11 | Магдалена Рибарикова | 4–6, 4–6 | 1–6, 6–7(4–7) |               | 0–2        | 0–4       | 15–25      | 3         |

За рівної кількості очок положення визначається: 1) Кількість перемог; 2) Кількість матчів; 3) Якщо двоє тенісисток після цього ділять місце, особисті зустрічі; 4) Якщо троє тенісисток після цього ділять місце, кількість виграних сетів, кількість виграних геймів; 5) Рішення організаційного комітету.

### Група B
|   |                            | Стосур        | Мартінес Санчес | Савай         | Матчів В–П | Сетів В–П | Геймів В–П | Положення |
| 2 | Саманта Стосур             |               | 6–7(4–7), 5–7   | 6–2, 3–6, 6–1 | 1–1        | 2–3       | 26–23      | 2         |
| 6 | Марія Хосе Мартінес Санчес | 7–6(7–4), 7–5 |                 | 2–6, 6–4, 6–0 | 2–0        | 4–1       | 28–21      | 1         |
| 9 | Агнеш Савай                | 2–6, 6–3, 1–6 | 6–2, 4–6, 0–6   |               | 0–2        | 2–4       | 19–31      | 3         |

За рівної кількості очок положення визначається: 1) Кількість перемог; 2) Кількість матчів; 3) Якщо двоє тенісисток після цього ділять місце, особисті зустрічі; 4) Якщо троє тенісисток після цього ділять місце, кількість виграних сетів, кількість виграних геймів; 5) Рішення організаційного комітету.

### Група C
|       |                             | Вікмаєр Душевіна            | Медіна Гаррігес             | Дате-Крумм                 | Матчів В–П | Сетів В–П | Геймів В–П | Положення |
| 3 Alt | Яніна Вікмаєр Віра Душевіна |                             | 2–6, 6–1, 7–5 (w/ Душевіна) | 7–6(7–5), 6–3 (w/ Вікмаєр) | 1–0 1–0    | 2–0 2–1   | 13–9 15–12 | X 2       |
| 5     | Анабель Медіна Гаррігес     | 6–2, 1–6, 5–7 (w/ Душевіна) |                             | 4–6, 3–6                   | 0–2        | 1–4       | 19–27      | 3         |
| 12/WC | Кіміко Дате                 | 6–7(5–7), 3–6 (w/ Вікмаєр)  | 6–4, 6–3                    |                            | 1–1        | 2–2       | 21–20      | 1         |

За рівної кількості очок положення визначається: 1) Кількість перемог; 2) Кількість матчів; 3) Якщо двоє тенісисток після цього ділять місце, особисті зустрічі; 4) Якщо троє тенісисток після цього ділять місце, кількість виграних сетів, кількість виграних геймів; 5) Рішення організаційного комітету.

### Група D
|      |                | Лісіцкі            | Цінк               | Резаї         | Матчів В–П | Сетів В–П | Геймів В–П | Положення |
| 4/WC | Сабіне Лісіцкі |                    | 6–2, 6–7(1–7), 6–4 | 6–1, 3–6, 4–6 | 1–1        | 3–3       | 31–26      | 2         |
| 8    | Мелінда Цінк   | 2–6, 7–6(7–1), 4–6 |                    | 3–6, 5–7      | 0–2        | 1–4       | 21–31      | 3         |
| 10   | Араван Резаї   | 1–6, 6–3, 6–4      | 6–3, 7–5           |               | 2–0        | 4–1       | 26–21      | 1         |

За рівної кількості очок положення визначається: 1) Кількість перемог; 2) Кількість матчів; 3) Якщо двоє тенісисток після цього ділять місце, особисті зустрічі; 4) Якщо троє тенісисток після цього ділять місце, кількість виграних сетів, кількість виграних геймів; 5) Рішення організаційного комітету.